# Sojuz 32
Sojuz 32 (ryska: Союз-32) var en flygning i det sovjetiska rymdprogrammet. Flygningen gick till rymdstationen Saljut 6. Farkosten sköts upp med en Sojuz-U-raket från Kosmodromen i Bajkonur den 25 februari 1979. Den dockade med rymdstationen den 26 februari 1979. Farkosten lämnade rymdstationen den 13 juni 1979. Några timmar senare återinträdde den i jordens atmosfär och landade i Sovjetunionen.
Vid landningen var kapseln obemannad och fylld med bland annat forskningsresultat. Ljachov och Rjumin landade senare med Sojuz 34.